# تصنيفات التنس الحالية
يتم تحديث تصنيفات أي تي بي وتصنيفات دبليو تي أي أسبوعيًا يوم الاثنين (بتوقيت UTC) أو في ختام بطولة مدتها أسبوعين.
اعتبارًا من 1 مارس 2022، أعلنت رابطة لاعبي التنس المحترفين (ATP) واتحاد لاعبات التنس المحترفات (WTA) أنه لا يزال يُسمح للاعبين الروس والبيلاروسيين بالمشاركة في أحداث التنس الدولية في الجولة وفي البطولات الأربع الكبرى. ومع ذلك، فإنهم لن يتنافسوا تحت اسم أو علم روسيا أو بيلاروسيا، بسبب الغزو الروسي لأوكرانيا.

## فردي رابطة لاعبي التنس المحترفين
| تصنيفات أي تي بي (الفردي) اعتبارًا من 9 يونيو 2025 | تصنيفات أي تي بي (الفردي) اعتبارًا من 9 يونيو 2025 | تصنيفات أي تي بي (الفردي) اعتبارًا من 9 يونيو 2025 | تصنيفات أي تي بي (الفردي) اعتبارًا من 9 يونيو 2025 |
| #                                                 | الفريق                                            | النقاط                                            | التحرك                                            |
| ------------------------------------------------- | ------------------------------------------------- | ------------------------------------------------- | ------------------------------------------------- |
| 1                                                 | جانيك سينر (ITA)                                  | 10،880                                            |                                                   |
| 2                                                 | كارلوس ألكاراز (ESP)                              | 8،850                                             |                                                   |
| 3                                                 | ألكسندر زفيريف (GER)                              | 6،385                                             |                                                   |
| 4                                                 | جاك دريبر (GBR)                                   | 4،800                                             | ▲ 1                                               |
| 5                                                 | نوفاك دجوكوفيتش (SRB)                             | 4،630                                             | ▲ 1                                               |
| 6                                                 | لورنزو موسيتي (ITA)                               | 4،560                                             | ▲ 1                                               |
| 7                                                 | تايلور فريتز (USA)                                | 4،485                                             | ▼ 3                                               |
| 8                                                 | تومي باول (USA)                                   | 3،510                                             | ▲ 4                                               |
| 9                                                 | هولغر رون (DEN)                                   | 3،440                                             | ▲ 1                                               |
| 10                                                | أليكس دي منوار (AUS)                              | 3،285                                             | ▼ 1                                               |
| 11                                                | دانييل ميدفيديف                                   | 3،100                                             |                                                   |
| 12                                                | بن شيلتون (USA)                                   | 3،080                                             | ▲ 1                                               |
| 13                                                | فرانسيس تيافوي (USA)                              | 3،015                                             | ▲ 3                                               |
| 14                                                | آرثر فيلس ‏ (FRA)                                  | 2،935                                             |                                                   |
| 15                                                | آندريه روبليف                                     | 2،920                                             |                                                   |
| 16                                                | كاسبر رود (NOR)                                   | 2،905                                             | ▼ 8                                               |
| 17                                                | ياكوب مينشيك (CZE)                                | 2،322                                             | ▲ 2                                               |
| 18                                                | فرانسيسكو سيروندولو (ARG)                         | 2،285                                             |                                                   |
| 19                                                | غريغور ديمتروف (BUL)                              | 2،205                                             | ▼ 2                                               |
| 20                                                | أوغو هامبرت (FRA)                                 | 2،195                                             | ▲ 1                                               |

| تصنيفات سباقات الفردي ‏ اعتبارًا من 9 يونيو 2025 | تصنيفات سباقات الفردي ‏ اعتبارًا من 9 يونيو 2025 | تصنيفات سباقات الفردي ‏ اعتبارًا من 9 يونيو 2025 | تصنيفات سباقات الفردي ‏ اعتبارًا من 9 يونيو 2025 |
| #                                              | الفريق                                         | النقاط                                         | البطولات                                       |
| ---------------------------------------------- | ---------------------------------------------- | ---------------------------------------------- | ---------------------------------------------- |
| 1                                              | كارلوس ألكاراز (ESP)                           | 5،740                                          | 9                                              |
| 2                                              | جانيك سينر (ITA)                               | 3،950                                          | 3                                              |
| 3                                              | ألكسندر زفيريف (GER)                           | 2،925                                          | 13                                             |
| 4                                              | جاك دريبر (GBR)                                | 2،690                                          | 8                                              |
| 5                                              | لورنزو موسيتي (ITA)                            | 2،600                                          | 9                                              |
| 6                                              | نوفاك دجوكوفيتش (SRB)                          | 2،580                                          | 9                                              |
| 7                                              | كاسبر رود (NOR)                                | 2،075                                          | 11                                             |
| 8                                              | تومي باول (USA)                                | 1،900                                          | 10                                             |
| 9                                              | أليكس دي منوار (AUS)                           | 1،835                                          | 12                                             |
| 10                                             | هولغر رون (DEN)                                | 1،730                                          | 12                                             |
| 11                                             | بن شيلتون (USA)                                | 1،710                                          | 11                                             |
| 12                                             | ياكوب مينشيك (CZE)                             | 1،680                                          | 13                                             |
| 13                                             | فرانسيسكو سيروندولو (ARG)                      | 1،675                                          | 13                                             |
| 14                                             | أليخاندرو دافيدوفيتش فوكينا (ESP)              | 1،470                                          | 14                                             |
| 15                                             | آندريه روبليف                                  | 1،470                                          | 14                                             |
| 16                                             | فيلكس أوجر الياسيم (CAN)                       | 1،425                                          | 15                                             |
| 17                                             | ستيفانوس تسيتسيباس (GRE)                       | 1،255                                          | 12                                             |
| 18                                             | دانييل ميدفيديف                                | 1،220                                          | 11                                             |
| 19                                             | آرثر فيلس ‏ (FRA)                               | 1،210                                          | 11                                             |
| 20                                             | تايلور فريتز (USA)                             | 1،165                                          | 10                                             |

## منافسات الزوجي في رابطة لاعبي التنس المحترفين
| تصنيفات أي تي بي (الزوجي) اعتبارًا من 9 يونيو 2025 | تصنيفات أي تي بي (الزوجي) اعتبارًا من 9 يونيو 2025 | تصنيفات أي تي بي (الزوجي) اعتبارًا من 9 يونيو 2025 | تصنيفات أي تي بي (الزوجي) اعتبارًا من 9 يونيو 2025 |
| #                                                 | الفريق                                            | النقاط                                            | التحرك                                            |
| ------------------------------------------------- | ------------------------------------------------- | ------------------------------------------------- | ------------------------------------------------- |
| 1                                                 | مارسيلو أريفالو (ESA)                             | 8،370                                             |                                                   |
| =                                                 | ماتي بافيتش (CRO)                                 | 8،370                                             |                                                   |
| 3                                                 | هاري هليوفارا (FIN)                               | 8،060                                             |                                                   |
| 4                                                 | هنري باتن (GBR)                                   | 8،060                                             |                                                   |
| 5                                                 | كيفن كروتز (GER)                                  | 6،270                                             |                                                   |
| 6                                                 | تيم بوتز (GER)                                    | 6،180                                             |                                                   |
| 7                                                 | مارسيل غرانوييرس (ESP)                            | 6،135                                             | ▲ 3                                               |
| 8                                                 | هوراسيو زيبالوس (ARG)                             | 6،135                                             | ▲ 3                                               |
| 9                                                 | نيل سكوبسكي (GBR)                                 | 5،460                                             | ▲ 6                                               |
| 10                                                | جوردان طومسون (تنس) (AUS)                         | 5،280                                             | ▼ 1                                               |
| 11                                                | لويد جلاسبول (GBR)                                | 4،670                                             | ▲ 3                                               |
| 12                                                | سيموني بوليلي (ITA)                               | 4،640                                             | ▼ 5                                               |
| 13                                                | أندريا فافاسوري (ITA)                             | 4،640                                             | ▼ 5                                               |
| 14                                                | نيكولا مكتيتش (CRO)                               | 4،520                                             | ▼ 1                                               |
| 15                                                | ماكس بورسيل (AUS)                                 | 4،500                                             | ▼ 3                                               |
| 16                                                | جوليان كاش (GBR)                                  | 4،295                                             |                                                   |
| 17                                                | جو سالزبوري (GBR)                                 | 3،930                                             | ▲ 3                                               |
| 18                                                | مايكل فينوس (تنس) (NZL)                           | 3،910                                             | ▼ 1                                               |
| 19                                                | إيفان كينغ (USA)                                  | 3،805                                             | ▼ 1                                               |
| 20                                                | كريستيان هاريسون (USA)                            | 3،715                                             | ▲ 1                                               |

| تصنيفات سباق الزوجي اعتبارًا من 9 يونيو 2025 | تصنيفات سباق الزوجي اعتبارًا من 9 يونيو 2025  | تصنيفات سباق الزوجي اعتبارًا من 9 يونيو 2025 | تصنيفات سباق الزوجي اعتبارًا من 9 يونيو 2025 |
| #                                           | الفريق                                       | النقاط                                      | البطولات                                    |
| ------------------------------------------- | -------------------------------------------- | ------------------------------------------- | ------------------------------------------- |
| 1                                           | مارسيلو أريفالو (ESA) ماتي بافيتش (CRO)      | 4،905                                       | 12                                          |
| 2                                           | هاري هليوفارا (FIN) هنري باتن (GBR)          | 4،460                                       | 12                                          |
| 3                                           | مارسيل غرانوييرس (ESP) هوراسيو زيبالوس (ARG) | 3،605                                       | 10                                          |
| 4                                           | كريستيان هاريسون (USA) إيفان كينغ (USA)      | 3،040                                       | 14                                          |
| 5                                           | جوليان كاش (GBR) لويد جلاسبول (GBR)          | 2،895                                       | 13                                          |
| 6                                           | سيموني بوليلي (ITA) أندريا فافاسوري (ITA)    | 2،810                                       | 12                                          |
| 7                                           | جو سالزبوري (GBR) نيل سكوبسكي (GBR)          | 2،790                                       | 13                                          |
| 8                                           | كيفن كروتز (GER) تيم بوتز (GER)              | 2،550                                       | 11                                          |
| 9                                           | ساديو دومبيا ‏ (FRA) فابيان ريبول ‏ (FRA)      | 2،205                                       | 20                                          |
| 10                                          | هوغو نيز (MON) إدوارد روجيه فازلين (FRA)     | 1،815                                       | 10                                          |

## فردي رابطة محترفات التنس
| تصنيفات دبليو تي أي (الفردي) اعتبارًا من 9 يونيو 2025 | تصنيفات دبليو تي أي (الفردي) اعتبارًا من 9 يونيو 2025 | تصنيفات دبليو تي أي (الفردي) اعتبارًا من 9 يونيو 2025 | تصنيفات دبليو تي أي (الفردي) اعتبارًا من 9 يونيو 2025 |
| #                                                    | الفريق                                               | النقاط                                               | التحرك                                               |
| ---------------------------------------------------- | ---------------------------------------------------- | ---------------------------------------------------- | ---------------------------------------------------- |
| 1                                                    | أرينا سابالينكا                                      | 11،553                                               |                                                      |
| 2                                                    | كوكو غوف (USA)                                       | 8،083                                                |                                                      |
| 3                                                    | جيسيكا بيجلا (USA)                                   | 6،483                                                |                                                      |
| 4                                                    | جاسمين باوليني (ITA)                                 | 4،805                                                |                                                      |
| 5                                                    | شينغ كينوين (CHN)                                    | 4،668                                                | ▲ 2                                                  |
| 6                                                    | ميرا أندريفا                                         | 4،636                                                |                                                      |
| 7                                                    | إيغا شفيونتيك (POL)                                  | 4،618                                                | ▼ 2                                                  |
| 8                                                    | ماديسون كيز (USA)                                    | 4،484                                                |                                                      |
| 9                                                    | بولا بادوسا (ESP)                                    | 3،684                                                | ▲1                                                   |
| 10                                                   | إيما نافارو (USA)                                    | 3،649                                                | ▼ 1                                                  |
| 11                                                   | يلينا ريباكينا (KAZ)                                 | 3،358                                                |                                                      |
| 12                                                   | ديانا شنايدر                                         | 3،168                                                |                                                      |
| 13                                                   | يلينا سفيتولينا (UKR)                                | 3،035                                                | ▲ 1                                                  |
| 14                                                   | كارولينا موتشوفا (CZE)                               | 2،929                                                | ▼ 1                                                  |
| 15                                                   | أماندا أنيسيموفا (USA)                               | 2،804                                                | ▲ 1                                                  |
| 16                                                   | داريا كاساتكينا (AUS)                                | 2،801                                                | ▲ 1                                                  |
| 17                                                   | باربورا كرجتشيكوفا (CZE)                             | 2،724                                                | ▼ 2                                                  |
| 18                                                   | ليودميلا سامسونوفا                                   | 2،390                                                |                                                      |
| 19                                                   | إيكاترينا ألكسندروفا                                 | 2،378                                                | ▲ 1                                                  |
| 20                                                   | يلينا أوستابينكو (LAT)                               | 2،200                                                | ▲ 1                                                  |

| تصنيفات سباقات الفردي ‏ اعتبارًا من 7 أبريل 2025 | تصنيفات سباقات الفردي ‏ اعتبارًا من 7 أبريل 2025 | تصنيفات سباقات الفردي ‏ اعتبارًا من 7 أبريل 2025 | تصنيفات سباقات الفردي ‏ اعتبارًا من 7 أبريل 2025 |
| #                                              | الفريق                                         | النقاط                                         | البطولات                                       |
| ---------------------------------------------- | ---------------------------------------------- | ---------------------------------------------- | ---------------------------------------------- |
| 1                                              | أرينا سابالينكا                                | 3،580                                          | 6                                              |
| 2                                              | ماديسون كيز (USA)                              | 3،069                                          | 6                                              |
| 3                                              | ميرا أندريفا                                   | 2،565                                          | 6                                              |
| 4                                              | إيغا شفيونتيك (POL)                            | 2،315                                          | 6                                              |
| 5                                              | جيسيكا بيجلا (USA)                             | 2،310                                          | 8                                              |
| 6                                              | أماندا أنيسيموفا (USA)                         | 1،460                                          | 8                                              |
| 7                                              | كلارا تاوسون (DEN)                             | 1،365                                          | 7                                              |
| 8                                              | إيما نافارو (USA)                              | 1،352                                          | 9                                              |
| 9                                              | يلينا ريباكينا (KAZ)                           | 1،320                                          | 7                                              |
| 10                                             | بولا بادوسا (ESP)                              | 1،255                                          | 8                                              |
| 11                                             | كوكو غوف (USA)                                 | 1،190                                          | 6                                              |
| 12                                             | إيكاترينا ألكسندروفا                           | 1،186                                          | 9                                              |
| 13                                             | بيلندا بنشيتش (SUI)                            | 1،173                                          | 8                                              |
| 14                                             | جاسمين باوليني (ITA)                           | 970                                            | 6                                              |
| 15                                             | كارولينا موتشوفا (CZE)                         | 948                                            | 6                                              |
| 16                                             | صوفيا كينين (USA)                              | 903                                            | 10                                             |
| 17                                             | يلينا سفيتولينا (UKR)                          | 896                                            | 6                                              |
| 18                                             | اليسي ميرتنز (BEL)                             | 858                                            | 8                                              |
| 19                                             | يلينا أوستابينكو (LAT)                         | 812                                            | 9                                              |
| 20                                             | أشلين كروجر ‏ (USA)                             | 809                                            | 9                                              |

## زوجي رابطة محترفات التنس
| تصنيفات دبليو تي أي (الزوجي) اعتبارًا من 9 يونيو 2025 | تصنيفات دبليو تي أي (الزوجي) اعتبارًا من 9 يونيو 2025 | تصنيفات دبليو تي أي (الزوجي) اعتبارًا من 9 يونيو 2025 | تصنيفات دبليو تي أي (الزوجي) اعتبارًا من 9 يونيو 2025 |
| #                                                    | الفريق                                               | النقاط                                               | التحرك                                               |
| ---------------------------------------------------- | ---------------------------------------------------- | ---------------------------------------------------- | ---------------------------------------------------- |
| 1                                                    | كاترينا سينياكوفا (CZE)                              | 9،095                                                |                                                      |
| 2                                                    | تايلور تاونسيند (USA)                                | 8،835                                                |                                                      |
| 3                                                    | إيرين روتليف (NZL)                                   | 7،665                                                |                                                      |
| 4                                                    | يلينا أوستابينكو (LAT)                               | 6،855                                                |                                                      |
| 5                                                    | غابرييلا دابروفسكي (CAN)                             | 6،555                                                |                                                      |
| 6                                                    | ساره إيراني (ITA)                                    | 6،165                                                |                                                      |
| =                                                    | جاسمين باوليني (ITA)                                 | 6،165                                                |                                                      |
| 8                                                    | فيرونيكا كوديرميتوفا                                 | 5،075                                                |                                                      |
| 9                                                    | آنا دانيلينا (KAZ)                                   | 5،050                                                | ▲ 8                                                  |
| 10                                                   | ديانا شنايدر                                         | 4،998                                                | ▼ 1                                                  |
| 11                                                   | آسيا محمد (USA)                                      | 4،673                                                | ▼ 1                                                  |
| 12                                                   | شواي تشانغ (CHN)                                     | 4،523                                                |                                                      |
| 13                                                   | ليودميلا كيتشينوك (UKR)                              | 4،513                                                | ▼ 2                                                  |
| 14                                                   | ميرا أندريفا                                         | 4،489                                                |                                                      |
| 15                                                   | هيش سو وي (TPE)                                      | 4،426                                                | ▼ 2                                                  |
| 16                                                   | إيلين بيريز (AUS)                                    | 3،970                                                | ▼ 1                                                  |
| 17                                                   | إيرينا خروماتشيفا                                    | 3،881                                                | ▲ 1                                                  |
| 18                                                   | تشان هاو تشينغ (TPE)                                 | 3،835                                                | ▼ 2                                                  |
| 19                                                   | نيكول ميليتشار (USA)                                 | 3،735                                                | ▲ 1                                                  |
| 20                                                   | اليسي ميرتنز (BEL)                                   | 3،660                                                | ▲ 2                                                  |

| تصنيفات السباق الزوجي ‏ اعتبارًا من 7 أبريل 2025 | تصنيفات السباق الزوجي ‏ اعتبارًا من 7 أبريل 2025 | تصنيفات السباق الزوجي ‏ اعتبارًا من 7 أبريل 2025 | تصنيفات السباق الزوجي ‏ اعتبارًا من 7 أبريل 2025 |
| #                                              | الفريق                                         | النقاط                                         | البطولات                                       |
| ---------------------------------------------- | ---------------------------------------------- | ---------------------------------------------- | ---------------------------------------------- |
| 1                                              | كاترينا سينياكوفا (CZE) تايلور تاونسيند (USA)  | 3،780                                          | 4                                              |
| 2                                              | ميرا أندريفا ديانا شنايدر                      | 2،680                                          | 5                                              |
| 3                                              | هيش سو وي (TPE) يلينا أوستابينكو (LAT)         | 1،961                                          | 4                                              |
| 4                                              | جيانغ شين يو ‏ (CHN) وو فانغ هسين ‏ (TPE)        | 1،561                                          | 7                                              |
| 5                                              | آسيا محمد (USA) ديمي شورس (NED)                | 1،492                                          | 7                                              |
| 6                                              | بياتريس حداد مايا (BRA) لورا سيجموند (GER)     | 1،290                                          | 5                                              |
| 7                                              | ساره إيراني (ITA) جاسمين باوليني (ITA)         | 1،260                                          | 4                                              |
| 8                                              | آنا دانيلينا (KAZ) · إيرينا خروماتشيفا         | 1،188                                          | 9                                              |
| 9                                              | كريستينا ملادينوفيتش (FRA) شواي تشانغ (CHN)    | 1،155                                          | 4                                              |
| 10                                             | تيريزا ميهاليكوفا ‏ (SVK) أوليفيا نيكولز ‏ (GBR) | 1،117                                          | 8                                              |

## وصلات خارجية
- الموقع الرسمي لرابطة لاعبي التنس المحترفين
- الموقع الرسمي لرابطة محترفات التنس